# Râul Valea Dosului, Beregsău
Râul Valea Dosului este un curs de apă, afluent al râului Beregsău. 

## Hărți
- Harta județului Timiș